# Ephraim Taukafa
Pas d'image ? Cliquez ici

a Compétitions nationales et continentales officielles uniquement.

b Matchs officiels uniquement.
Dernière mise à jour le 21 mars 2018.
Ephraim Taukafa, né le 26 juin 1976 à Auckland, est un joueur de rugby à XV, qui joue avec l'équipe des Tonga entre 2002 et 2011, évoluant au poste de talonneur (1,80 m pour 108 kg).

## Carrière

### En club
- Jusqu'en 2003 : North Harbour RU  Nouvelle-Zélande
- 2003-2004 : Northern Suburbs RFC  Australie
- 2004-2006 : Leicester Tigers  Angleterre
- 2006-2007 : US Oyonnax  France
- 2007-2011 : LOU Rugby  France
- 2011-2014 : Stade montois  France
- 2014-2016 : Racing club chalonnais  France
- 2016-2017 : Stade dijonnais  France

### En équipe nationale
Ephraim Taukafa a connu sa première sélection le 30 novembre 2002 contre l'équipe de Papouasie-Nouvelle-Guinée.

## Palmarès

### En club
- Champion de Pro D2 : 2011

### En équipe nationale
- 33 sélections
- 6 essais, 30 points
- Sélections par année : 2 en 2002, 10 en 2003, 4 en 2005, 5 en 2006, 4 en 2007, 2 en 2008, 6 en 2011

En coupe du monde :
- 2003 : 4 sélections (Canada, Nouvelle-Zélande, Pays de Galles, Italie)
- 2007 : 4 sélections (Angleterre, Samoa, Afrique du Sud, États-Unis)
- 2011 : 2 sélections (Nouvelle-Zélande, Canada)